# Ectenessa
Ectenessa is een kevergeslacht uit de familie van de boktorren (Cerambycidae). De wetenschappelijke naam van het geslacht werd voor het eerst geldig gepubliceerd in 1885 door Bates.

## Soorten
Ectenessa omvat de volgende soorten:
- Ectenessa affinis Martins, Galileo & Limeira-de-Oliveira, 2011
- Ectenessa andrei Martins & Galileo, 1996
- Ectenessa angusticollis (Buquet, 1860)
- Ectenessa argodi Belon, 1902
- Ectenessa decorata (Melzer, 1935)
- Ectenessa fenestrata (Gounelle, 1909)
- Ectenessa guttigera (Lucas, 1859)
- Ectenessa gymnopennis Dalens & Giuglaris, 2013
- Ectenessa lurida Martins, 1973
- Ectenessa melanicornis Napp & Martins, 1982
- Ectenessa nitida Bates, 1885
- Ectenessa ocellata (Gounelle, 1909)
- Ectenessa ornatipennis Tippmann, 1960
- Ectenessa quadriguttata (Burmeister, 1865)
- Ectenessa scansor (Gounelle, 1909)
- Ectenessa spinipennis (Buquet, 1860)
- Ectenessa villardi Belon, 1902
- Ectenessa zamalloae Galileo & Martins, 2008